# 龙门书院
龙门书院由道台丁日昌于1865年 (清同治四年)在上海倡办，最初借用其它学堂进行教学，1867年 (同治六年)道台应宝时拨银1万两,在吾园 (现在的尚文路龙门村)建设成讲堂、楼廊及学舍41间。1876年 （光绪二年）道台冯光拨款增建校舍10间。
书院第一期录取20名学生，后每年录取住读生30名。书院聘请著名学者任教，如刘熙载就曾担任书院山长，胡传、张经甫、袁爽秋、童米孙都曾就读于该书院。
1905年 (光绪三十一年)清朝废除科举制度后，书院改为苏松太道立龙门师范学校，增建了楼房31幢。1912年 (民国元年)改名为江苏省立第二师范学校，1927年与江苏省立商业学校合并成为江苏省立上海中学。1933年 (民国22年)上海中学在吴家巷的新校舍落成，占地约500亩，上海中学随即迁址至今。
龙门书院旧址，于1935年成为民居，称为龙门村。现该村是受保护的近现代优秀建筑。